# Aloe ballii
Aloe ballii là một loài thực vật]] thuộc họ Aloaceae. Loài này có ở Mozambique và Zimbabwe.